# Syphon Filter: Dark Mirror
Syphon Filter: Dark Mirror (en español Syphon Filter: El espejo oscuro) es un videojuego perteneciente al género de videojuego de disparos en tercera persona desarrollado por la empresa SCE Bend Studio y publicado por la empresa Sony Computer Entertainment. Fue lanzado en América del Norte para la PSP el 14 de marzo de 2006 y en Europa el 6 de octubre de 2006. Es la secuela de Syphon Filter: The Omega Strain. En El espejo oscuro, una misteriosa operación en una reserva de petróleo en Alaska tiene a Gabriel Logan investigando la causa. Él se encontró rápidamente con una operación más profunda que lo obligaría a aventurarse en el mundo.

## Modo de Juego
A diferencia del juego anterior, el modo de juego es un regreso a las raíces de la serie. Los Jugadores retoman el papel de Gabriel Logan y en ocasiones de Lian Xing, los operativos especiales para una agencia secreta del gobierno. La aventura no lineal vista del juego anterior se ha vuelto a la jugabilidad lineal. Existen varios tipos de fusiles y visores que se han introducido en este juego. Los jugadores ahora pueden ocultarse en las paredes y disparar en las esquinas. Sin embargo, la capacidad de rodar está notablemente ausente.

## Multijugador
El juego es Ad Hoc y las Infraestructuras son muy compatibles con el PSP, tanto que soporta hasta 8 jugadores en un solo juego. Los jugadores pueden usar los auriculares de PSP en línea para conversar con otras personas en el vestíbulo previo al juego, y en el juego.
- Duelo a muerte

Duelo Estándar. El jugador que llega al punto límite, o tiene la puntuación más alta después de que acabe el tiempo es el ganador.
- Batalla de Equipos

Hay tres facciones, el IPCA, la Hermandad del Akram, y la Sección Roja. Cada uno tiene sus propios sistemas de armas únicas. El equipo que llega al límite de puntos o tiene la puntuación más alta después de que acabe el tiempo es el ganador.
- Agente Corrupto

Cuando el juego comienza, cada jugador está en el mismo equipo. Todo el mundo debe correr a un lugar fijo y atropellar a un paquete para convertirse en el agente corrupto. El agente corrupto es entonces transportado lejos del resto de los jugadores y  se le genera una piel nueva y un arma especial. Matar sólo le cuenta puntos al agente corrupto. Cuando el agente corrupto es asesinado, se le interrumpe el juego, y el que lo ejecuta se convierte en el nuevo agente corrupto. El que tenga la puntuación más alta después de que acabe el tiempo o alcance el límite de interrupción es el ganador.
- Objetivo

Cada equipo tiene un número determinado de vidas y tienen que completar objetivos para ganar. Un equipo debe defenderse, mientras el otro equipo realiza ataques, ya sea tratando de destruir algo o llevar un objeto a otra parte. Si un equipo completa todos los objetivos antes de que acabe el tiempo o defiende con éxito, que va a ganar. Si los refuerzos de un equipo se agotan, pierden.

## Historia
En la continuación de los acontecimientos de Syphon Filter: The Omega Strain, Gabe envía una nota a Mara Aramov. A medida que lee la nota, un ámbito resquebrajado aparece desde un balcón adyacente. Se reveló rápidamente que Gabe ha enviado a Gary "piedra" Stoneman para matar a Mara por su papel en la conspiración manipuladora Syphon Filter. También se ha revelado es una reunión privada entre Mara y Elsa Weissinger, que estaba conspirando junto con Mara. Dos años después de Aramov Weissinger y mueren a manos de Stone, Gabe de la Agencia de Consultoría Internacional Presidencial (IPCA) se envía a KemSynth Petroleum en Alaska. Un grupo paramilitar conocido sólo como Sección Roja ha tomado el complejo. Después de la partida en el centro de KemSynth, Gabe se cruza y mata a los miembros de la Sección de Red Red Jack y el Rey Negro. Antes de Gabe pudo rescatar a los rehenes vivos, dos de ellos, Kreisler y Freeman, se suicidan.
Un disco de datos revela que el ataque está conectado con el brazo KemSynth botánica en el Perú a cargo de hacer un nuevo pesticida. El IPCA también aprenden que un agente de la Agencia anterior, Addison Hargrove, quien fue el primer socio de Gabe romántica y profesional, está a cargo de la seguridad. Gabe entra al Perú para encontrar las fuerzas rebeldes, aliadas con la Sección Roja destrucción de laboratorios KemSynth en Iquitos. Al buscar en la zona, Gabe Addison salva de ser interrogado por un miembro de la Sección Rojo, Negro Viper. Antes de su huida, la pareja de descubrir y recuperar muestras de las plantas raras que se encuentran en Kreisler y Freeman antes de ser emboscado por miembros de la Sección de Red Scorpion Blanca. Gabe y Addison logran matar a Blanca Escorpión y sus secuaces, sólo para Addison a desaparecer después de la extracción.
La inteligencia se reunieron recientemente Gabe lleva a una fábrica de armas en Bosnia. Al igual que Perú, un grupo de rebeldes locales se han visto favorecidas por la Sección Roja. En este caso, Gabe guarda un soldado de la ONU, Janzen privado. Gabe intenta reunir a Janzen con su equipo, sólo para descubrir que han sido sacrificados. La pareja se reúnen con Kress, un lunar Sección Red haciéndose pasar por un médico de la ONU. Janzen y un soldado herido son asesinadas por Kress, mientras que Gabe sobrevive a una emboscada tendida por las fuerzas rebeldes. Logan mata Kress y el líder rebelde, Goran Zimovic. Una carga de Kress de los archivos de su computadora portátil revela los nombres de los líderes de la Sección rojas: Touchstone y singularidad.
Gabe se dirige a Kaliningrado, donde su colega del MI6 ha instalado dispositivos de grabación en un casino que actúa como un frente de la familia Yavlinsky crimen. Mientras que en el casino Yavlinsky, Gabe descubre que Niculescu antes lavarse las armas y dinero en efectivo a la Sección Roja y de la que Mara era un asesino contratado por Yavlinski hace ocho años. Después de lidiar con Víctor Yavlinsky y sus fuerzas de seguridad, Gabe considera a los dispositivos de grabación del MI6 y deja el casino, matando a las fuerzas de la Sección de Red en el proceso.
Gabe se reúne Addison en Varsovia, donde ella le dice que la razón por la que dejó la agencia: ella tenía una hija que se llamaba Blake. Gabe trata de averiguar si él es su padre, pero Addison le persuade de que no se debe a que Blake sólo diez. Blake fue secuestrada recientemente por la División Roja para hacer que Addison les de lo que quieren. El acuerdo es por Addison para cumplir con Touchstone, el segundo al mando de la División Roja, en la estación de tranvía TransEuro en Alemania y la vuelta el disco que contiene información sobre Espejo Oscuro del proyecto, el que ella robó a la oficina de KemSynth en Iquitos, a cambio de Blake. Addison comenzó a tener dudas acerca de la creación de un DDT KemSynth nuevo y dice Gabe no quiere entregar el disco a la zona roja. Hicieron un plan: Addison provocaría Touchstone en hablar por la negociación con él, mientras que Gabe llevaría a cabo Touchstone. Tratan el intercambio. Sin embargo, Addison descubre francotiradores Touchstone traído con él. Después de no poder conducir Touchstone en una ganga, Addison comienza a luchar con Touchstone. Él le mata al empujarla encima de la barandilla en el valle. Gabe se siente culpable y arrepentido y que se llena de furia y rabia. Él decide completar el último deseo de Addison: salvar a su hija. Él persigue a Touchstone y lo derrota. Antes de la muerte de Touchstone, Gabe le dice que nadie elige su muerte y tira piedra de toque en el abismo. Después del enfrentamiento, Gabe aprende Sección Roja se formó, y la verdadera identidad de singularidad, Grant Morrill, un contador de Interpol que desapareció y comenzó su propia compañía, Aeroscience Integrated Technology (AIT). Gabe y Lian la cabeza con el EIA para poner fin a las operaciones futuras de la División Roja y salvar a Blake.
Dentro de la AIT, se entera de que Singularity desarrolla armaduras electromagnética de Kevlar que desvian los proyectiles, excepto los de las armas de electrochoque. Gabe y Lian éxito en el rescate de Blake, mientras que en los archivos de hacks Singularity la IPCA. Gabe se enfrenta a la singularidad en una estación de tren de alta velocidad. Singularidad ha construido botes del elemento conocido sólo como espejo Dark Project, un gas neurotóxico que podría matar a millones por la fusión con moléculas de oxígeno. En la batalla, Singularity ofrece su completa "revisión" de las operaciones anteriores de Logan, y los insultos más Gabe que son los mismos. Después de pronunciar sus últimas palabras, Logan comienza singularidad frente a un tren en movimiento, que lo mata. Logan se reúne con Blake y Lian.
Gabe se dirige a la placa de Addison en el Cementerio Nacional de Arlington, una semana después y deja una flor, la singularidad misma flor utilizada para modificar genéticamente el espejo oscuro de gas nervioso. Addison vuelve a aparecer detrás de Gabe, diciéndole que ella fingió su muerte. Ella preparó su muerte con antelación y empató su auto con una goma elástica a la barandilla. Gabe está molesto que una vez más le mintió. Blake viene dentro y Gabe saluda. Él honra a los más valientes de diez años de edad que jamás haya conocido. Ella le corrige, diciendo que es de doce, no diez. Addison lo dejó, y la Agencia, hace doce años porque ella estaba embarazada con su hijo y no quiero que ella participa.
Gabe intenta decirle a Blake la verdad acerca de sí mismo, pero es detenido por Addison, quien afirma que Gabe nunca va a querer salir de la Agencia, y que podía llegar a causar daño indirecto a Blake. Gabe regañadientes les permite salir.
A nivel de la prima en Bangkok se lleva a cabo después del asalto AIT. Jimmy Zhou, líder de la banda intenta utilizar la gripe aviar como un arma contra sus rivales. Gabe mata a las aves y se entera de que ha tomado como rehén Zhou Lian. Dentro de su ático, Gabe se enfrenta a un ejército de soldados de Zhou, uno de ellos con una ametralladora Gatling. Gabe se las arregla para rescatar a Lian y Zhou mata.

## Secuela y el Port
En el Día de Primavera SCEA jugador de 2007, una secuela se anunció para la PSP, Syphon Filter: Logan's Shadow. Fue lanzado el 2 de octubre de 2007.

Un port de Dark Mirror para PlayStation 2 fue lanzada el 18 de septiembre de 2007, con gráficos actualizados.

## Recepción
Syphon Filter: Dark Mirror fue aclamado por la crítica como "posiblemente el mejor juego en la PSP"
Dark Mirror recibió críticas positivas. La agregación de los sitios web de revisión GameRankings y Metacritic dieron PlayStation Portable versión 87.11% y 87/100 y la versión PlayStation 2 70.87% y 70/100.

## Premios
IGN
PSP Juego del Año 2006
Mejor Juego de Acción PSP de 2006
Mejor PSP Juego en línea de 2006